# Inuleae
Inuleae es una tribu de plantas con flores perteneciente a la subfamilia Asteroideae dentro de la familia de las asteráceas. 

## Descripción
Por lo general son plantas herbáceas, anuales o perennes, raramente subarbustos, arbustos o pequeños árboles. Las hojas se distribuyen en rosetas o en el tallo, por lo general son alternas, rara vez opuestas; son pecioladas o sésiles y la mayoría simples, o rara vez divididas. Los márgenes de las hojas son lisos, dentados o dientes de sierra.

## Distribución
Los taxones de la tribu de Inuleae tienen su lugar de origen, principalmente,  en el Viejo Mundo. En América del Norte que se encuentran varios géneros y muchas especies, principalmente especies exóticas. La principal área de distribución se encuentra en Eurasia y norte de África. Crecen en regiones tropicales, subtropicales y templadas.

## Géneros
Tiene los siguientes géneros.
- Allagopappus
- Amblyocarpum
- Antiphiona
- Anvillea
- Asteriscus
- Blumea
- Blumeopsis
- Buphthalmum
- Caesulia
- Calostephane
- Carpesium
- Chiliadenus
- Chrysophthalmum
- Coleocoma
- Cylindrocline
- Dittrichia
- Doellia

- Duhaldea
- Geigeria
- Inula
- Iphiona
- Iphionopsis
- Jasonia
- Karelinia
- Laggera
- Lifago
- Limbarda
- Merrittia
- Mollera
- Nanothamnus
- Nauplius
- Ondetia
- Pallenis
- Pechuel-loeschea
- Pegolettia
- Pentanema
- Perralderia
- Porphyrostemma
- Pseudoconyza
- Pterocaulon
- Pulicaria
- Rhanteriopsis
- Rhanterium
- Rhodogeron
- Sachsia
- Schizogyne
- Sphaeranthus
- Stenachaenium
- Streptoglossa
- Telekia
- Tessaria
- Vieraea
- Varthemia
- Xerolekia
- Zoutpansbergia